# بنفشه‌ای فرمانده
بنفشه‌ای فرمانده (نام علمی: Junonia artaxia) نام یک گونه از سرده پروانه‌های بنفشه‌ای است.